# Сент-Кіттс
Сент-Кіттс (англ. Saint Kitts), або Сент-Кристофер (англ. Saint Christopher Island, фр. L'île de Saint-Christophe) — острів в Карибському морі в складі архіпелагу Навітряні острови.

## Географія
Це найкрупніший з островів держави Сент-Кіттс і Невіс. Його площа 168 км², розміри 37 на 11 км, острів витягнутий з північного заходу на південний схід. Сент-Кіттс утворений схилами могутнього вулканічного масиву Ліамуїґа (1156 м), що займає практично всю північну частину острова, та плоского південно-східного півострова висотою до 22 м, багатого солоними озерами. Берегова лінія острова нерівна та формує багато бухт з піщаними пляжами. Острів оточений кораловими рифами. Клімат тропічний пасатний.

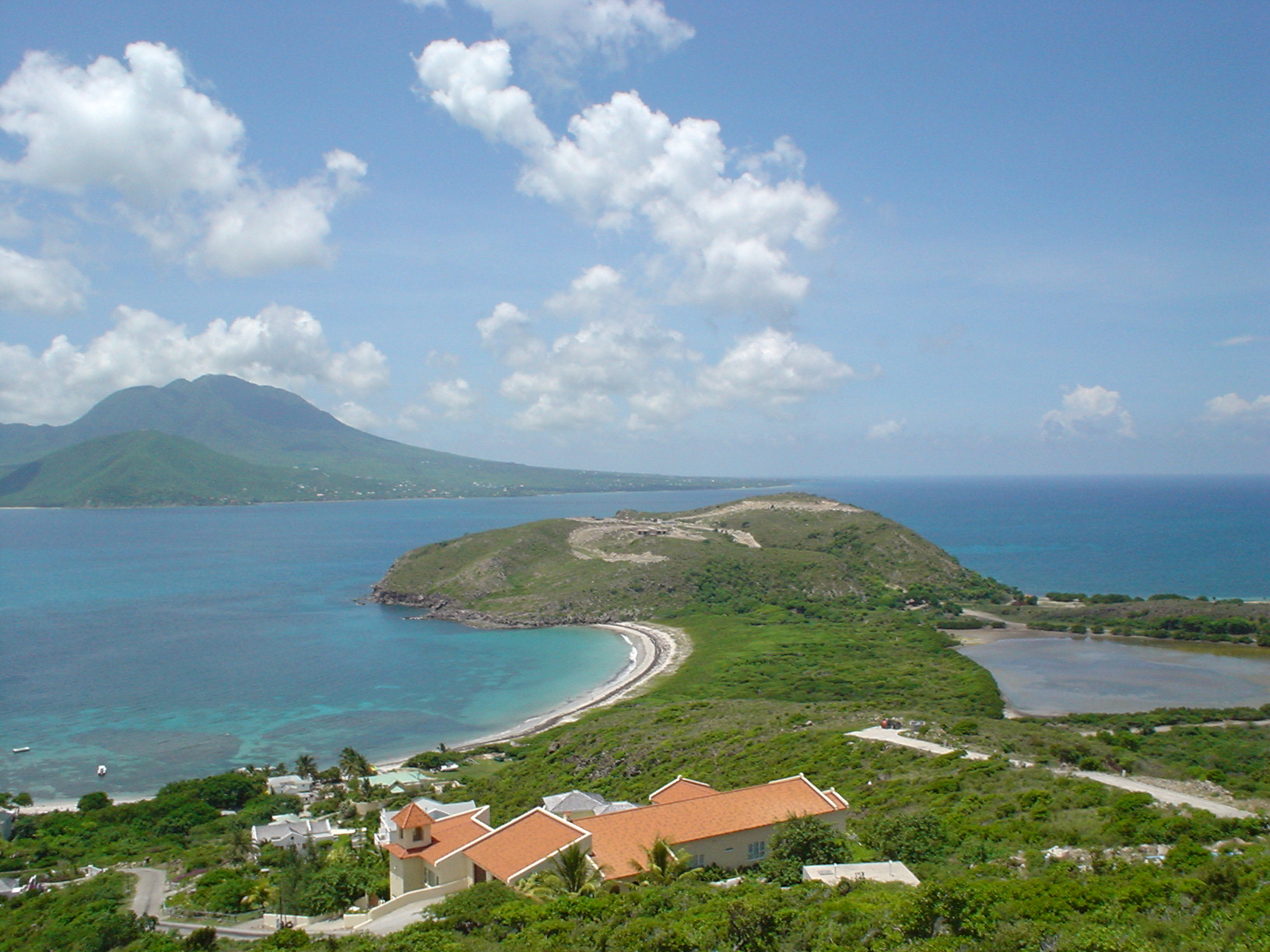
Півострів на південному сході острова Сент-Кіттс. На задньому плані — острів Невіс

Гірські схили прорізані численними струмками, що зрошують майже весь острів за винятком південно-східного півострова. Рослинність центральної гірської частини представлена тропічними дощовими лісами, рослинність вершини Ліамуїґи — альпійськими лугами. Нижні частини острова використовуються для вирощування цукрової тростини та інших сільськогосподарських культур, особливо північна частина. Південні схили крутіші і здебільшого покриті густими лісами і фруктовими садами.
Приблизно за 13 км на північний захід від Бастера знаходиться національний парк Фортеця Брімстон-Гілл.

## Населення
Населення острова близько 35 тисяч осіб, в основному це нащадки африканських рабів. Головне місто — Бастер, столиця держави. В економіці найбільшу вагу мають сільське господарство і туризм.

## Сент-Кіттс та Україна
У Сент-Кіттс приписані деякі іноземні суда, в тому числі й українські.
Серед українських суден, що приписані на острові:
- яхта Golden Head;[1]
- вантажне судно Etel;
- Сухогруз Ivory (проєкт 1557 Сормовский);

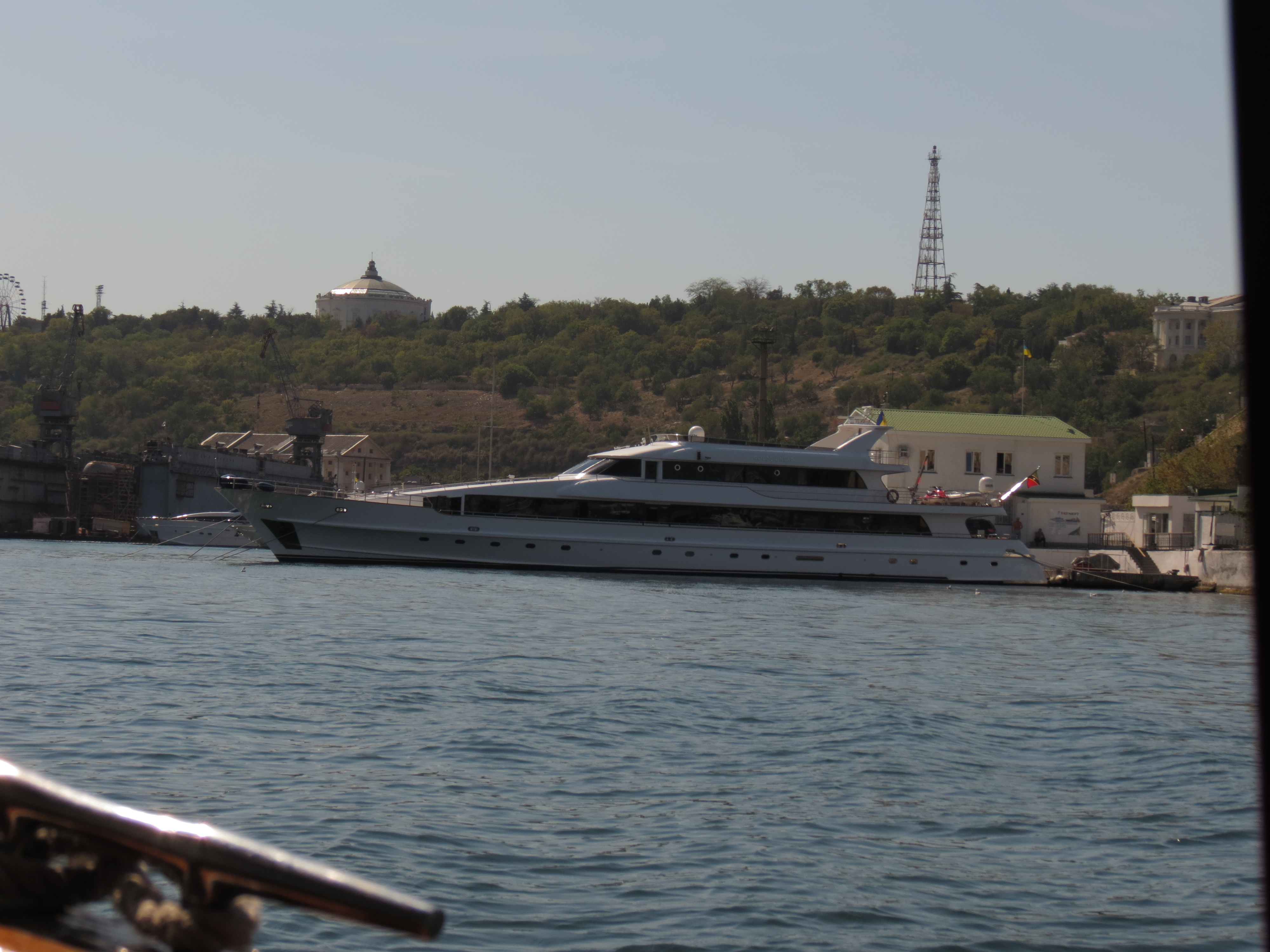
Українська яхта Golden Head у Севастополі (2012)
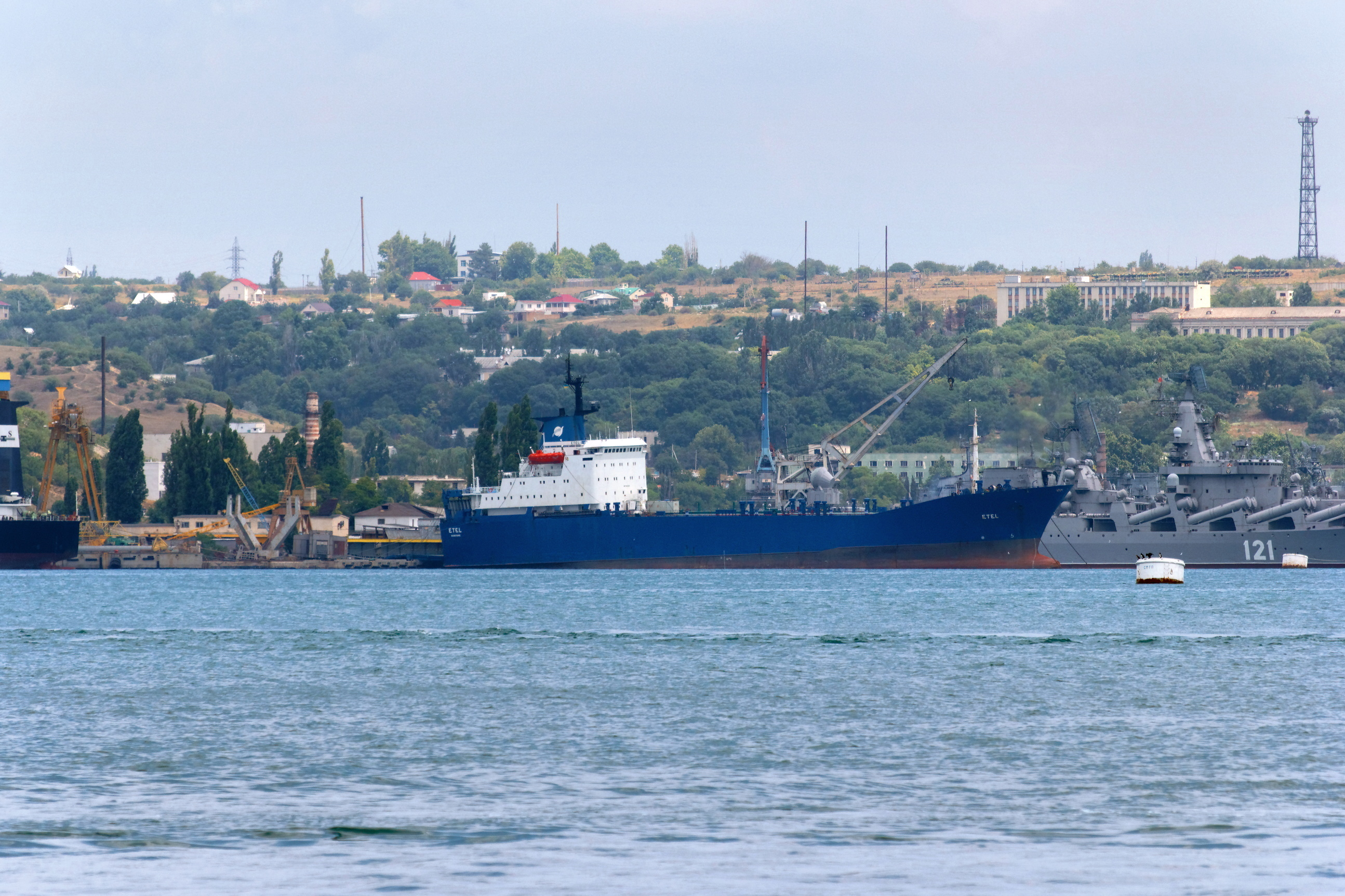
Українське судно Etel у Севастополі (2012)
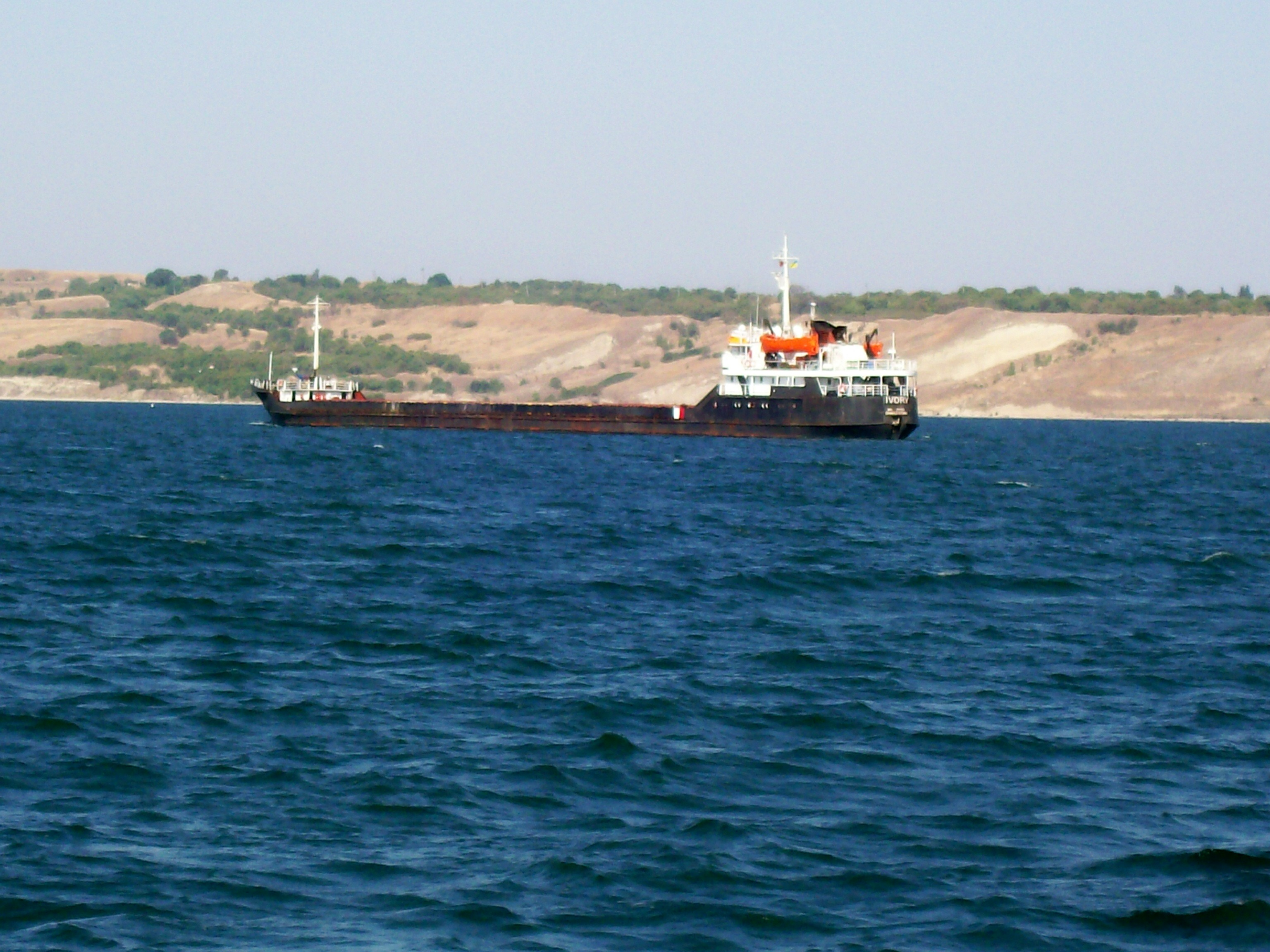
Сухогруз Ivory (проєкт 1557 Сормовський) у Керченській протоці, серпень 2007 р.

## Галерея

### Архітектура

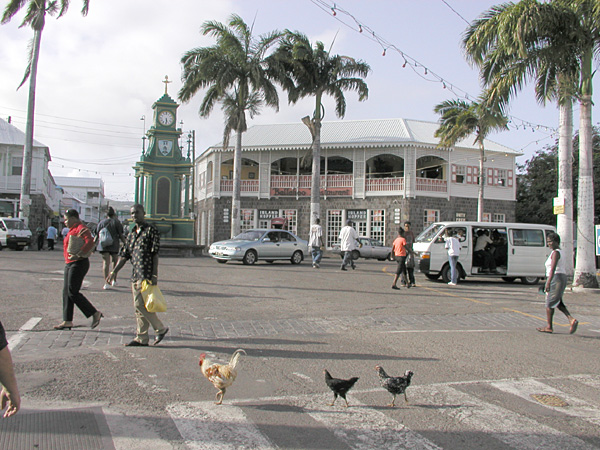
Даунтаун Бастера
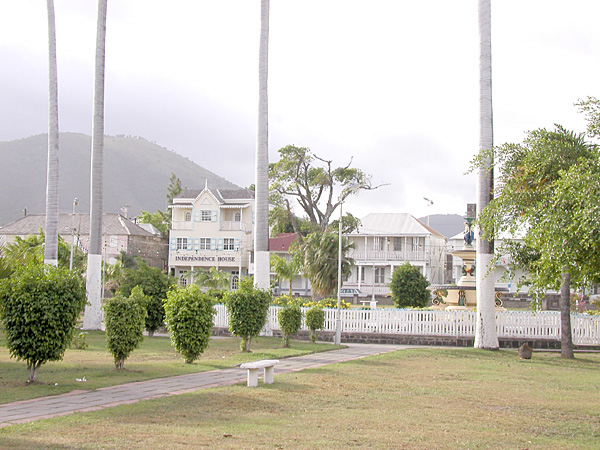
Даунтаун Бастера
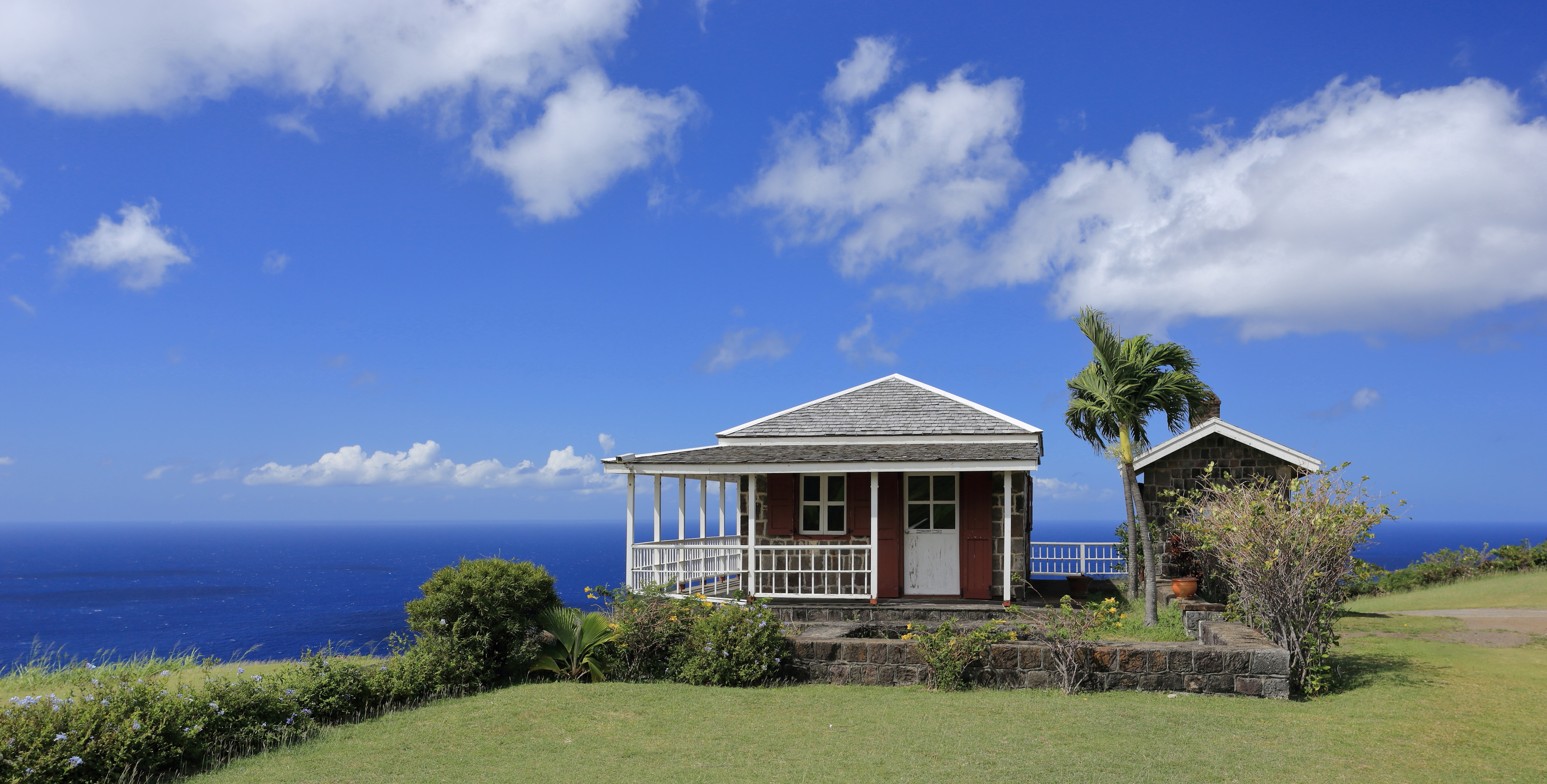
Центр орієнтації
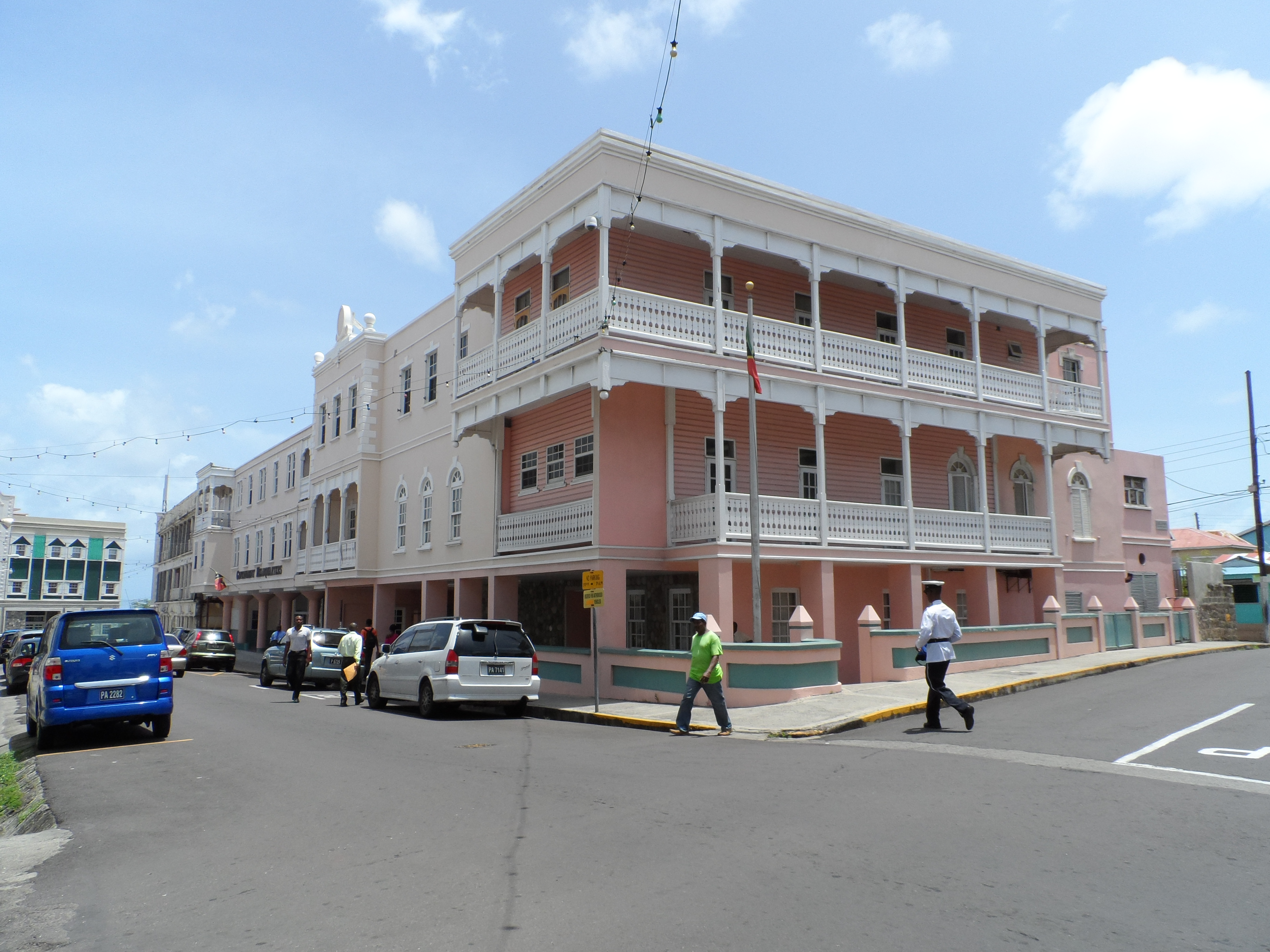
Будинок уряду Сент-Кіттс та Невіс
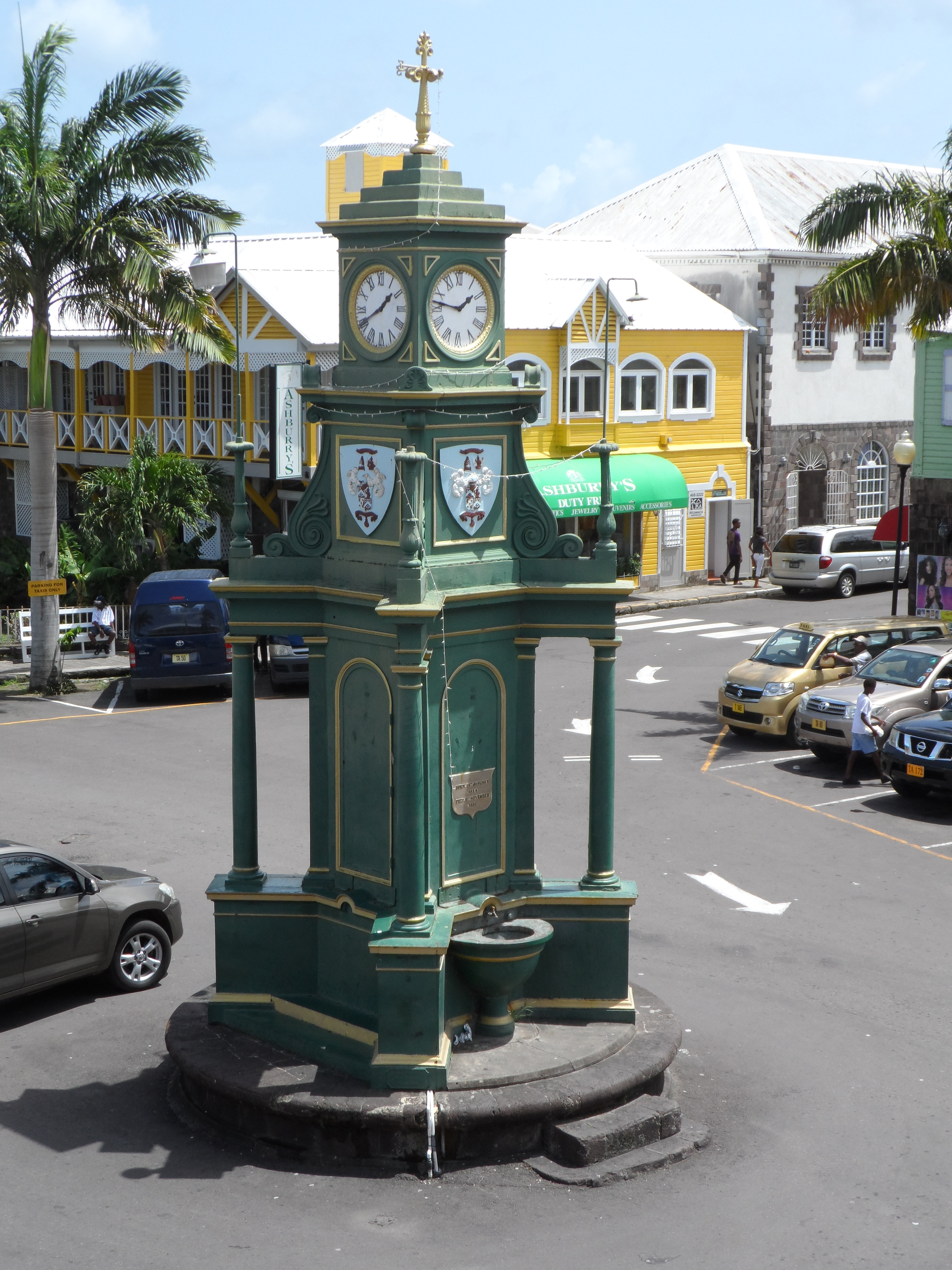
Башта з годинником
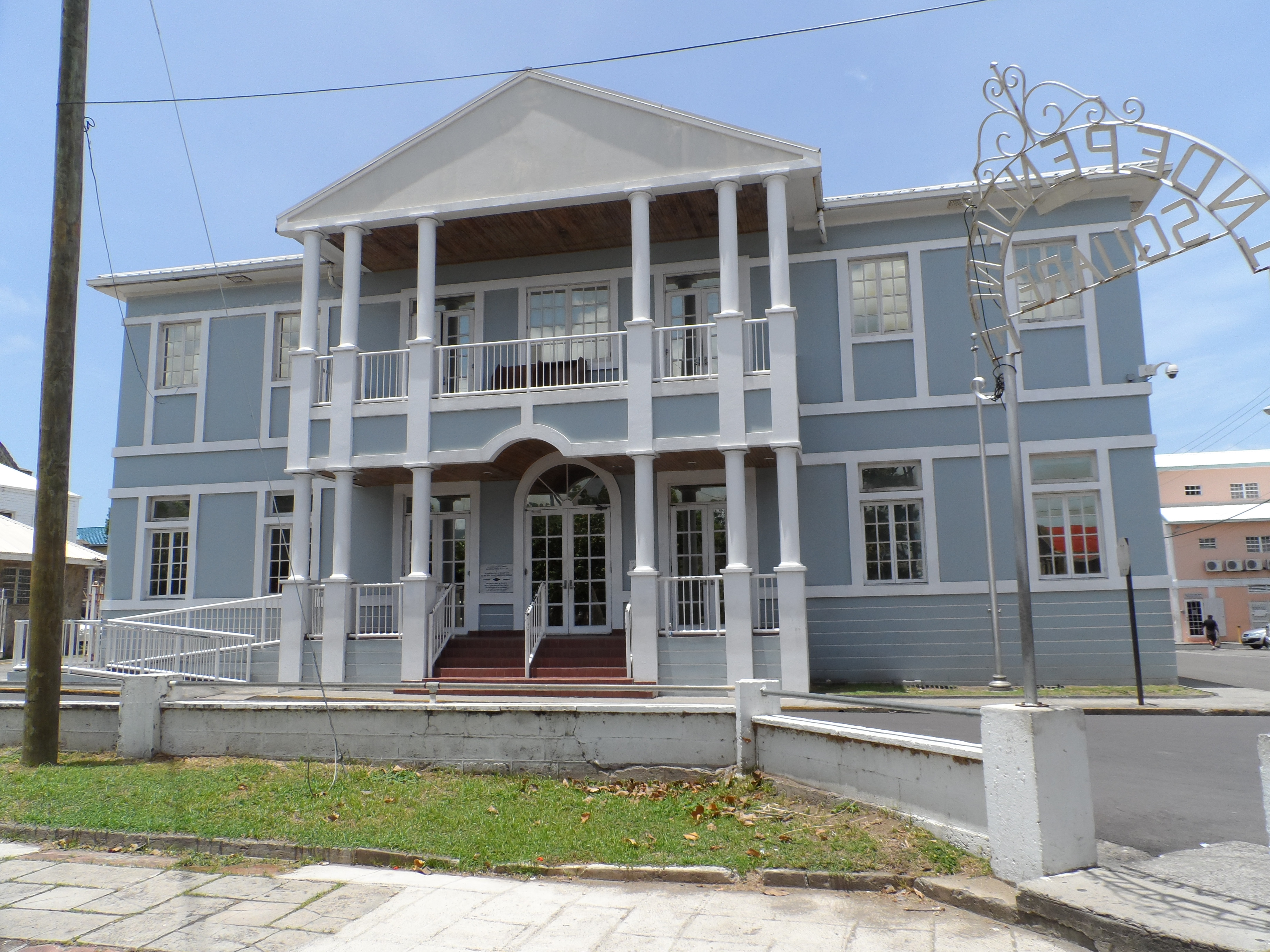
Будинок суду
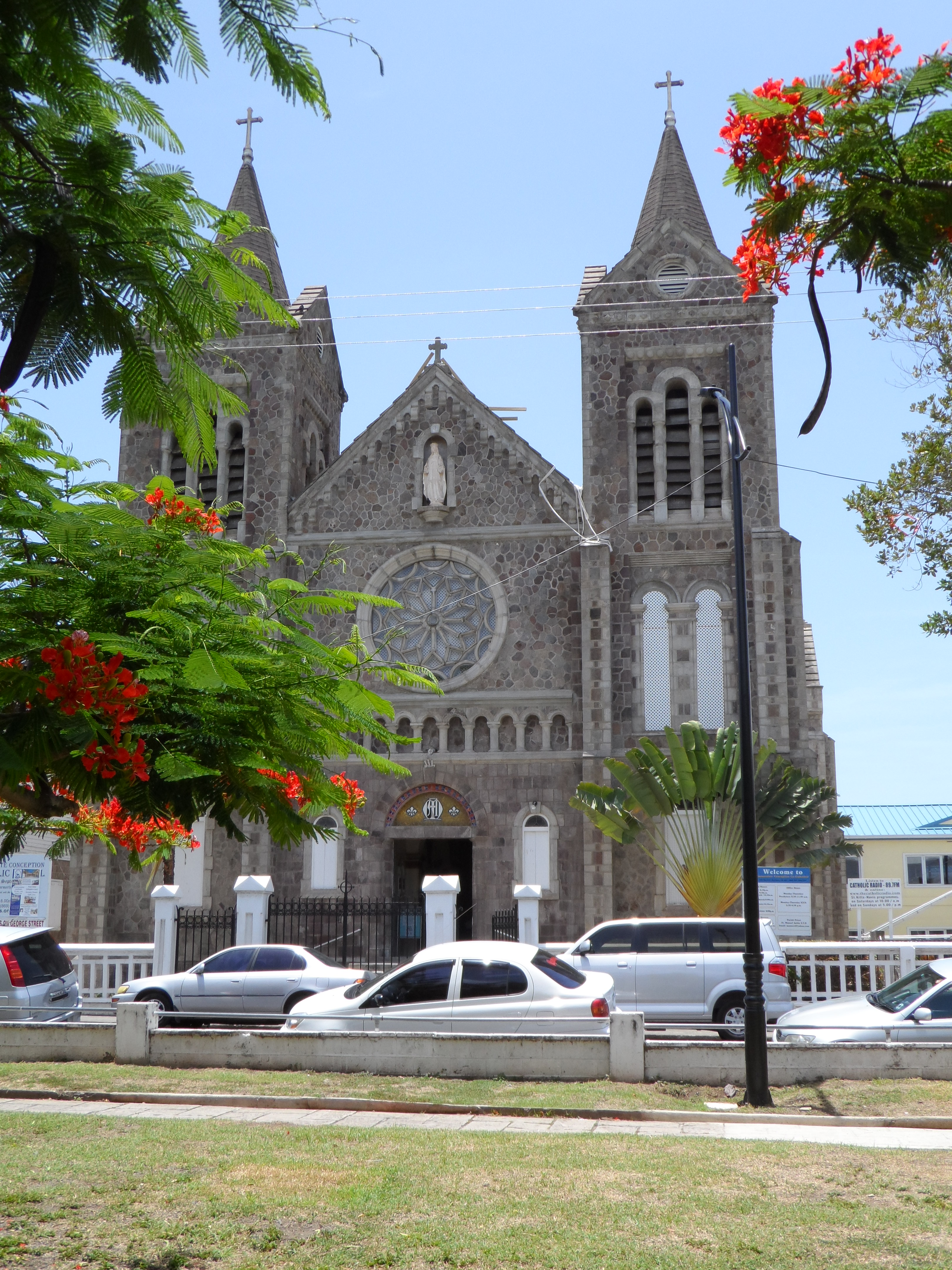
Собор Непорочного Зачаття
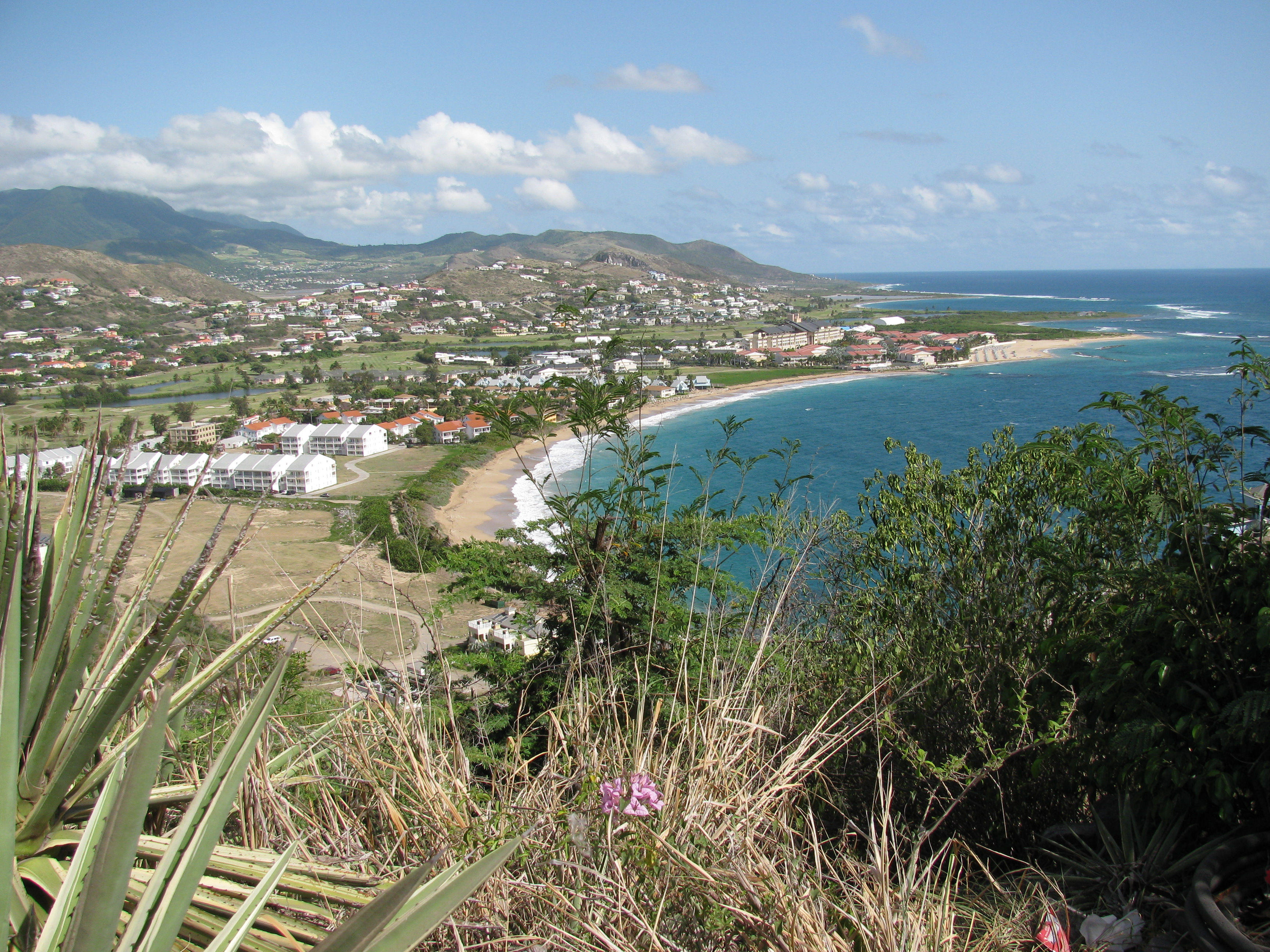
Бухта Фрегат

### Туризм

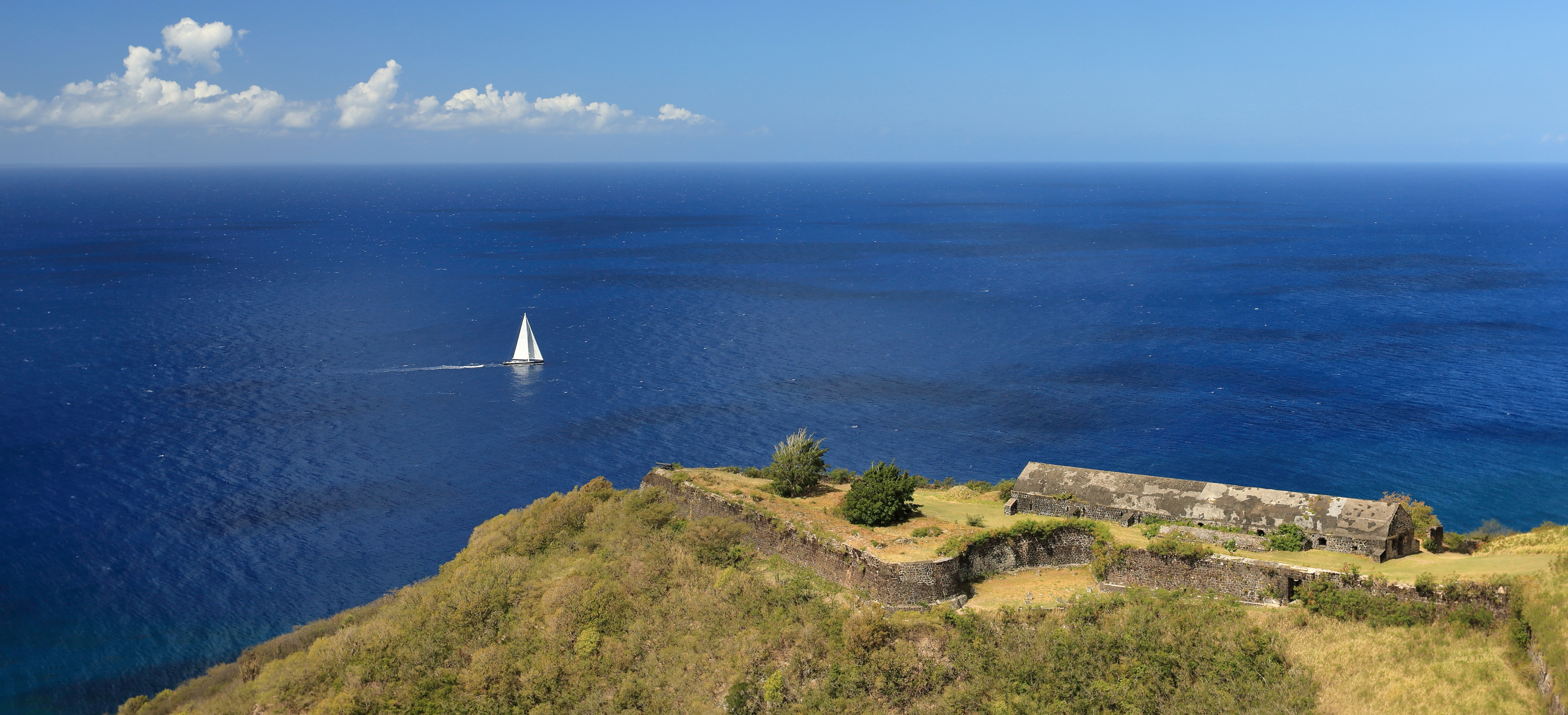
Яхта біля острова
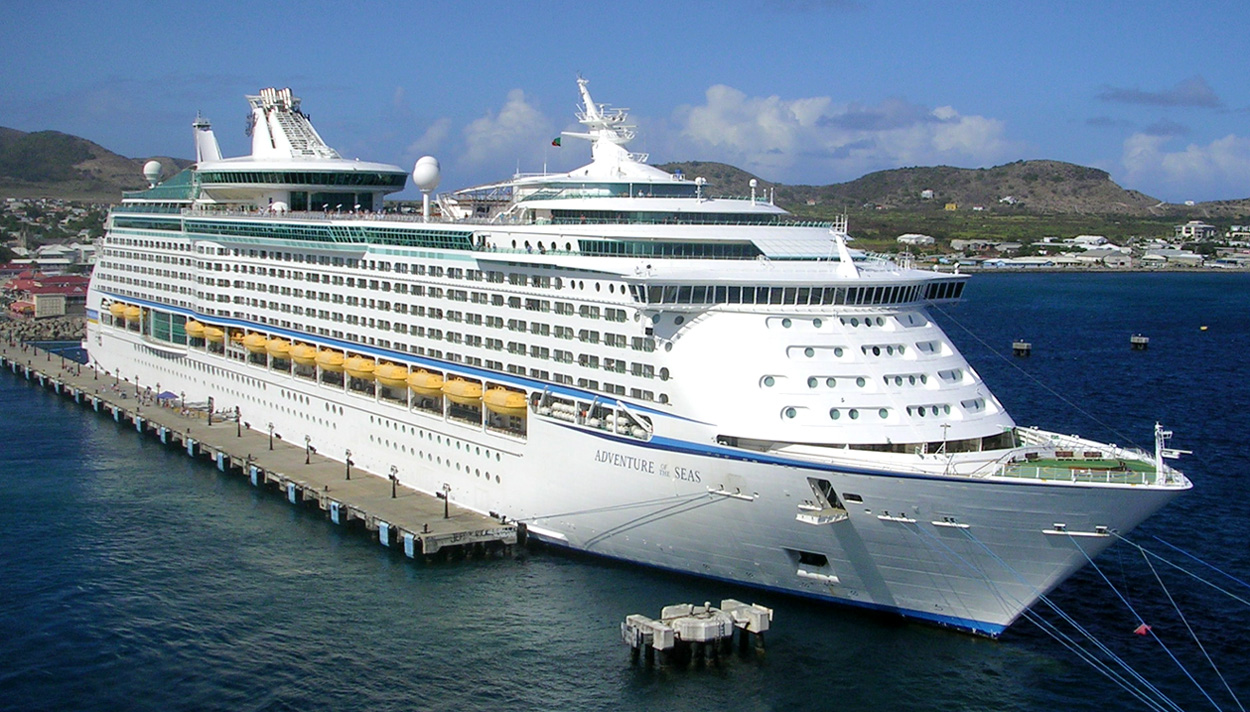
Круїзний корабель Adventure of the Seas в порту
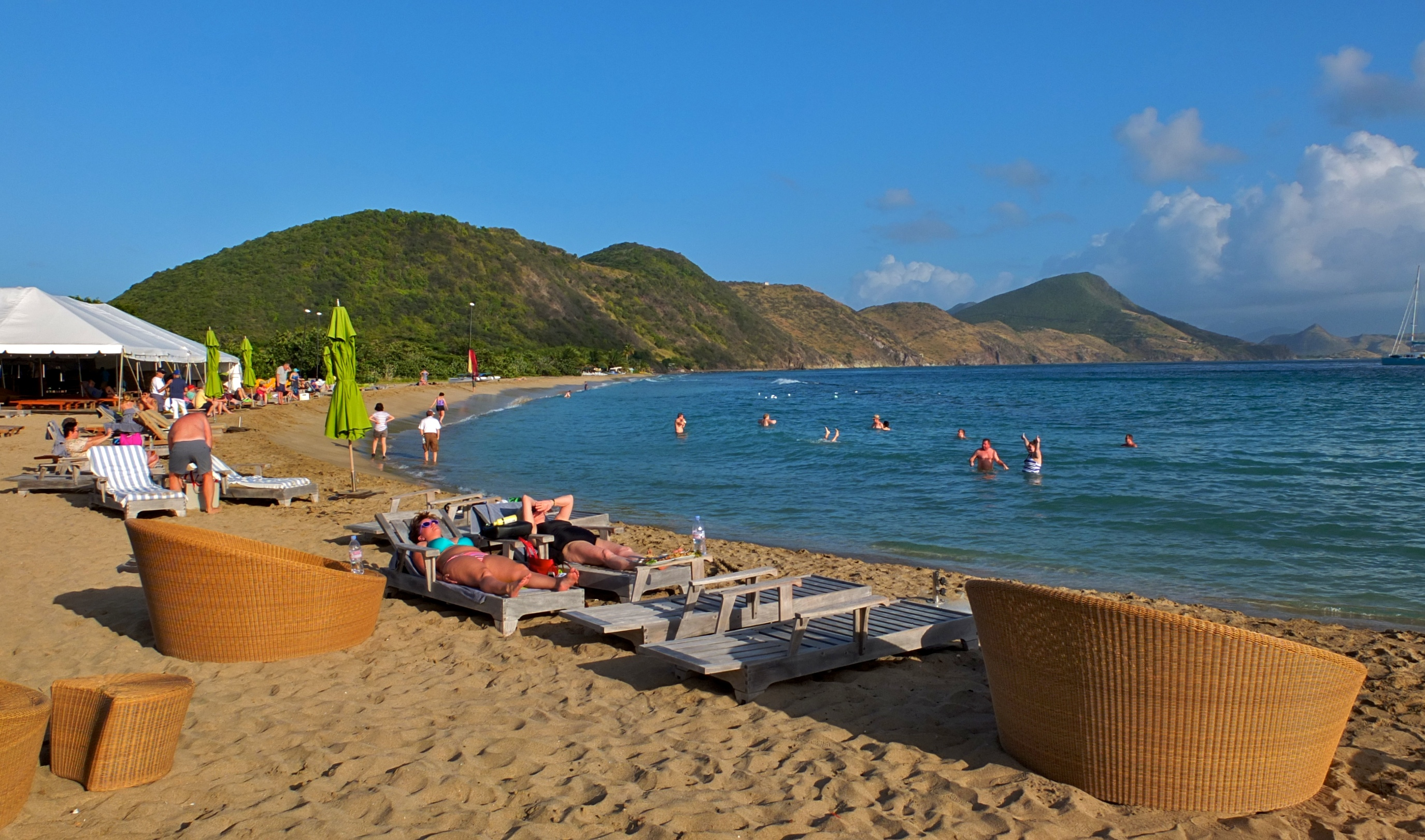
Пляж
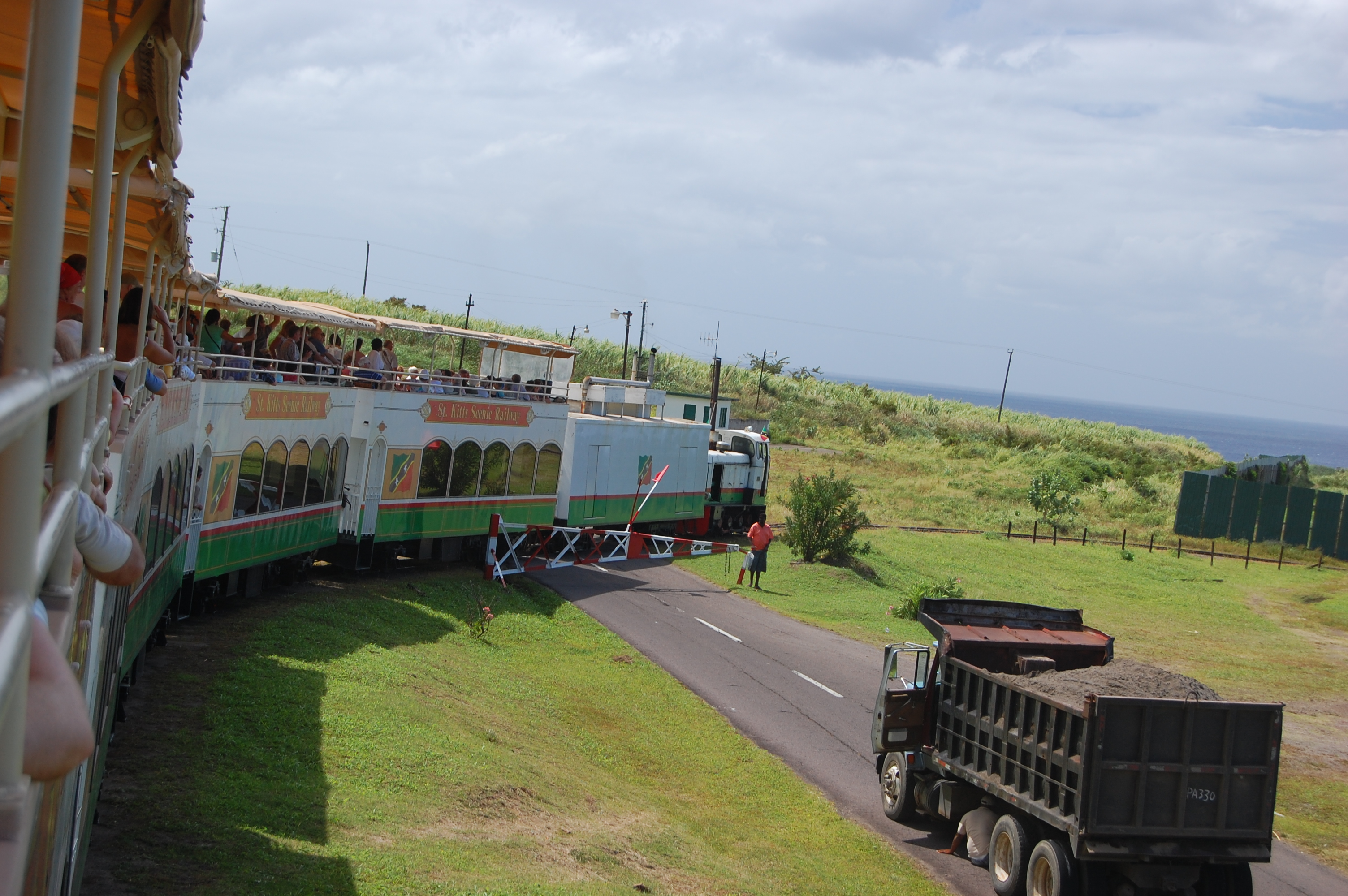
Залізниця, використовується більше для туристів

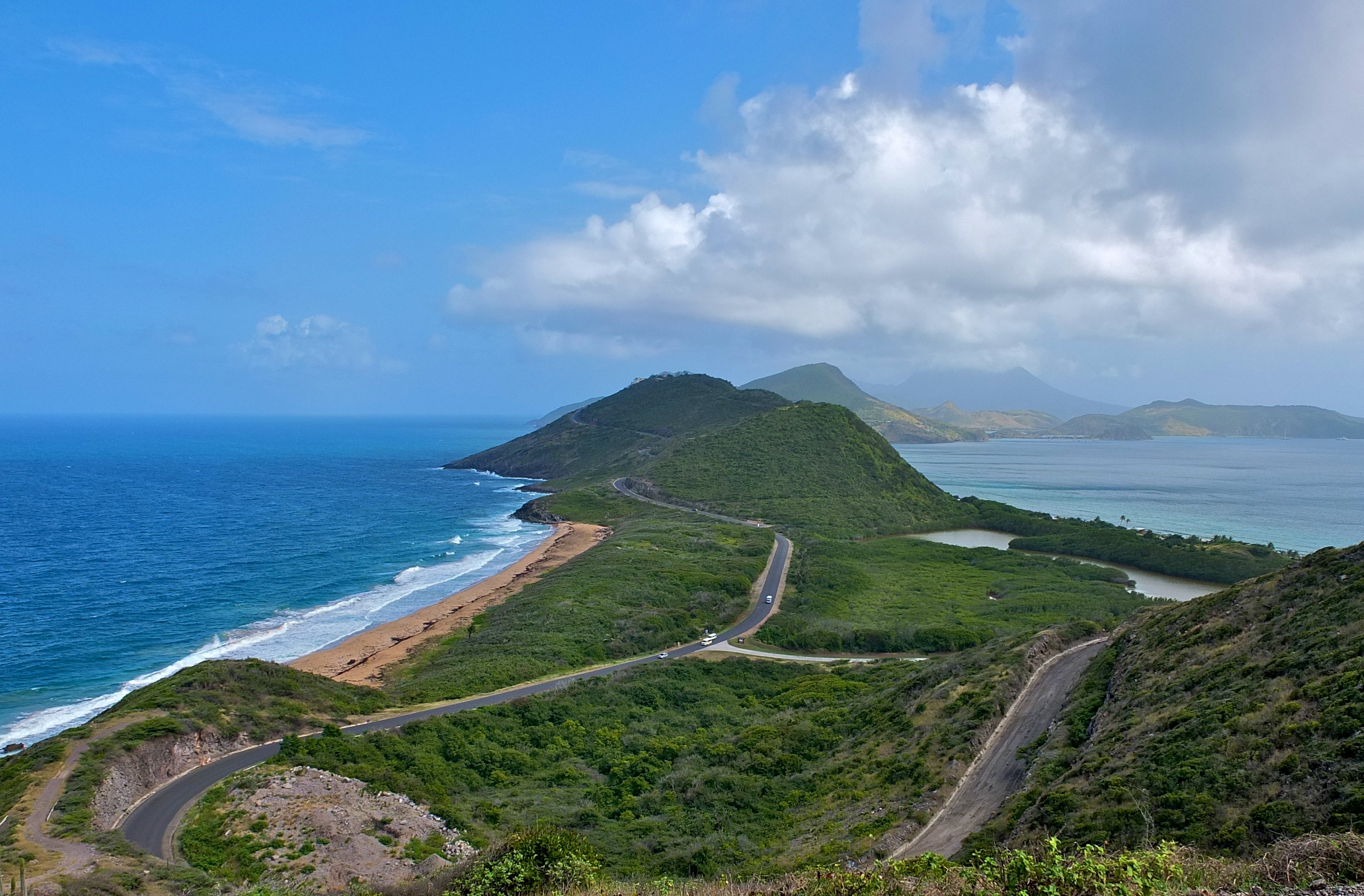
Вигляд з гори Сера Тімоті. Атлантичний океан — ліворуч, Карибське море — праворуч.
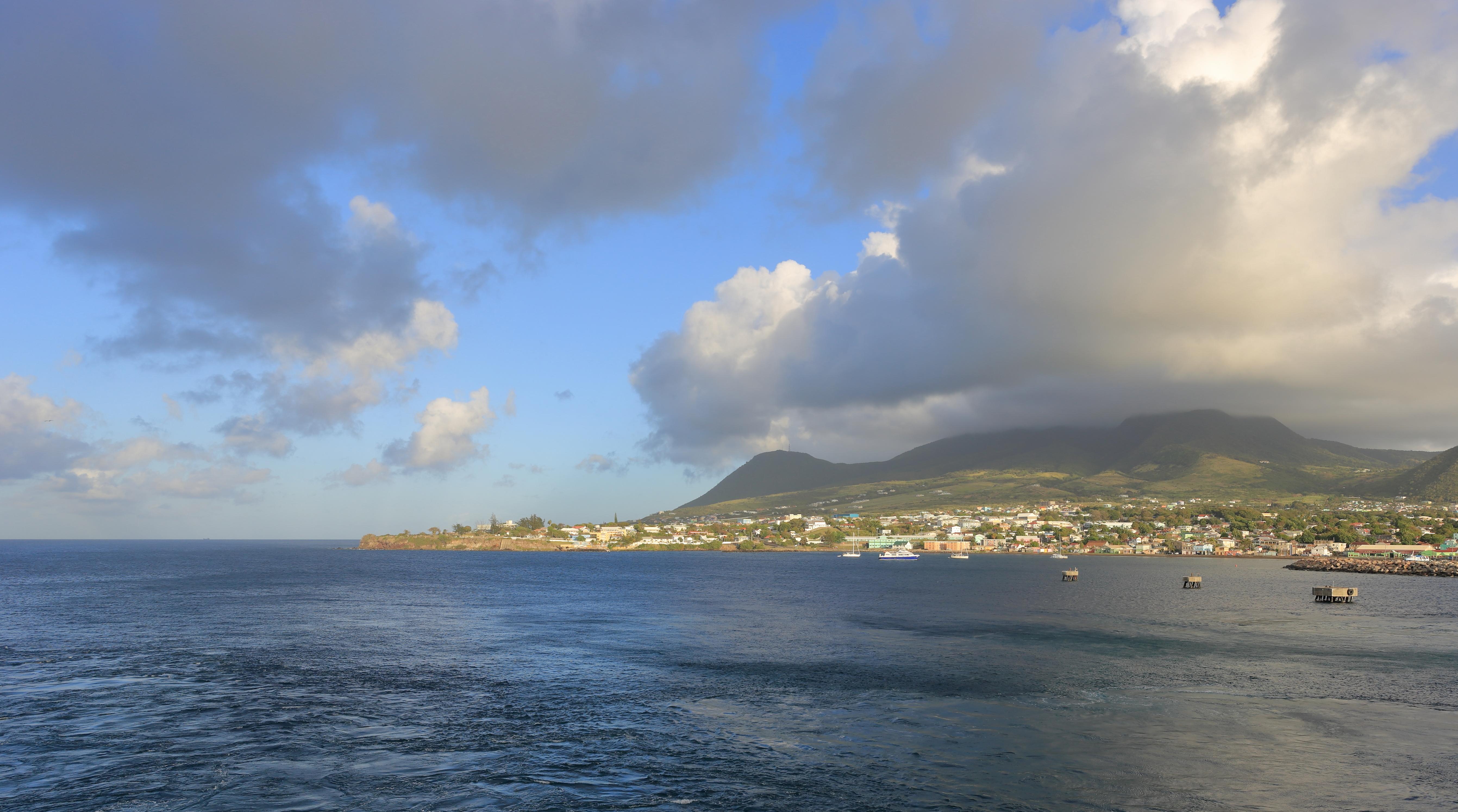
Сент-Кіттс зранку, вигляд з корабля, що заходить в порт Бастера
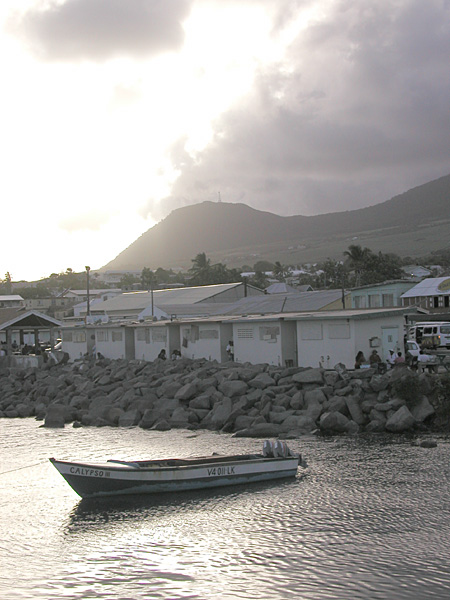
Рибальський човен, гавань Бастера
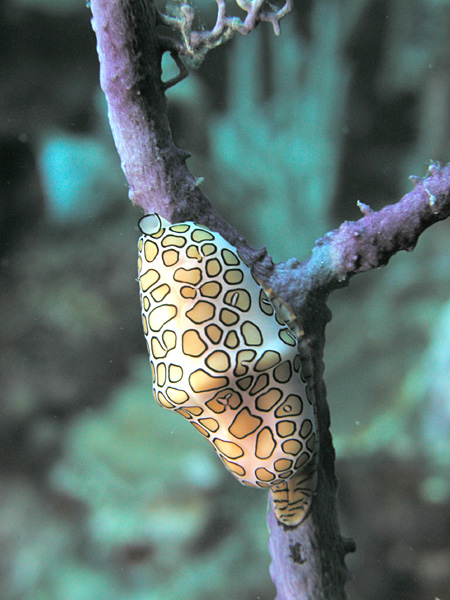
Молюск Язик Фламінго (Cyphoma gibbosum) на коралі Sea Fan
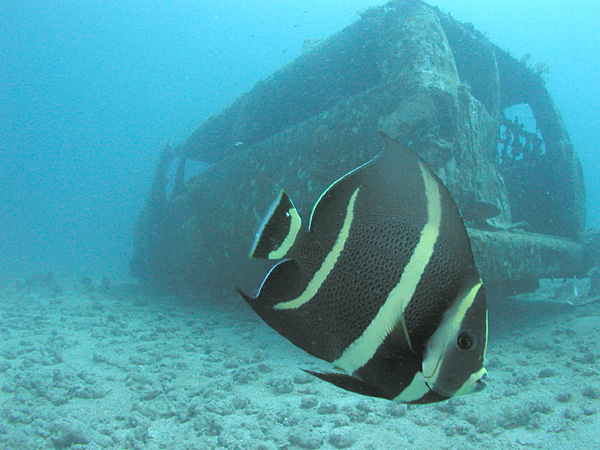
Juvenile Black або Сіра риба-ангел або Сіра Скалярія, на задньому фоні затонулий фургон
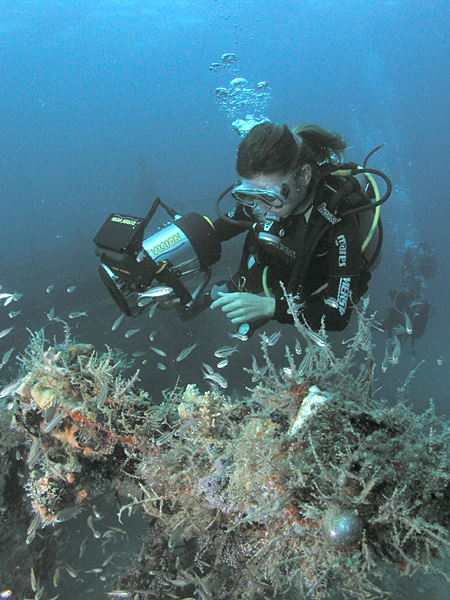
Дайвер і риба біля затонулого судна MV River Taw
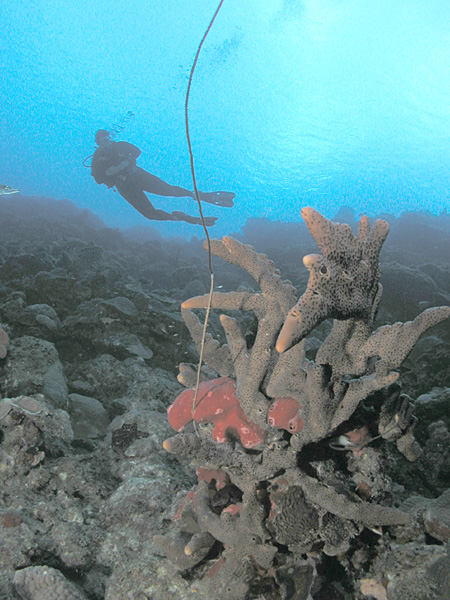
Дайвер і губка
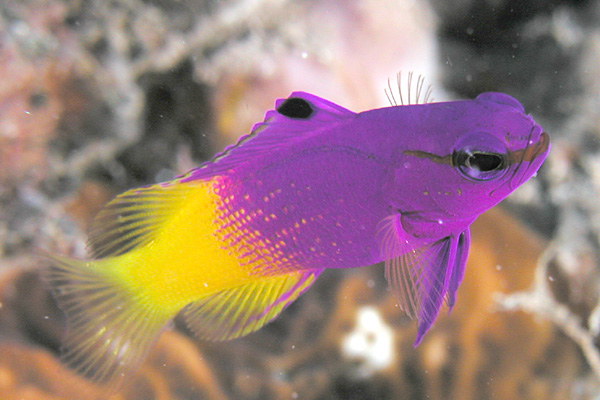
Gramma loreto або Fairy Basslet
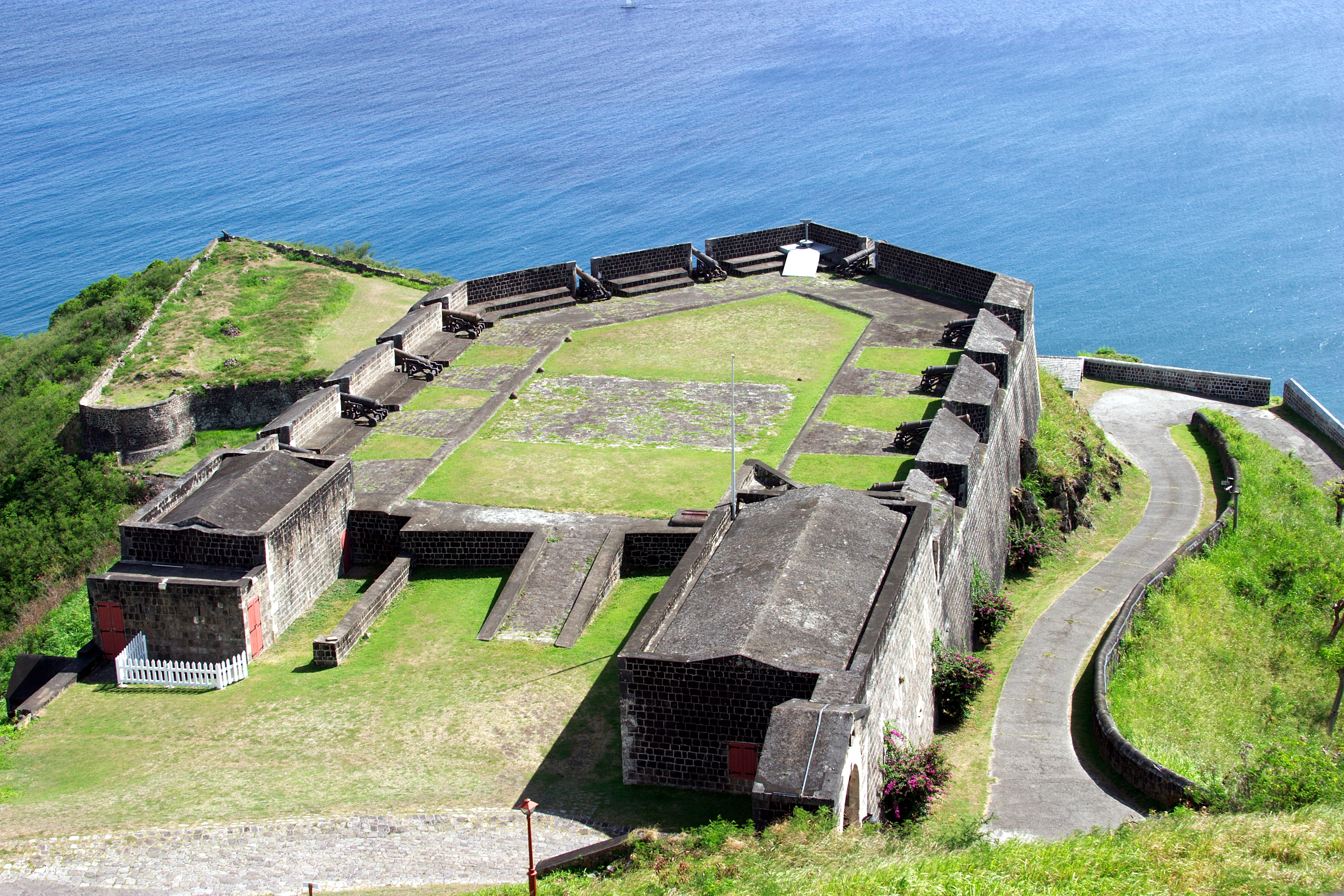
Фортеця Брімстон-Гілл
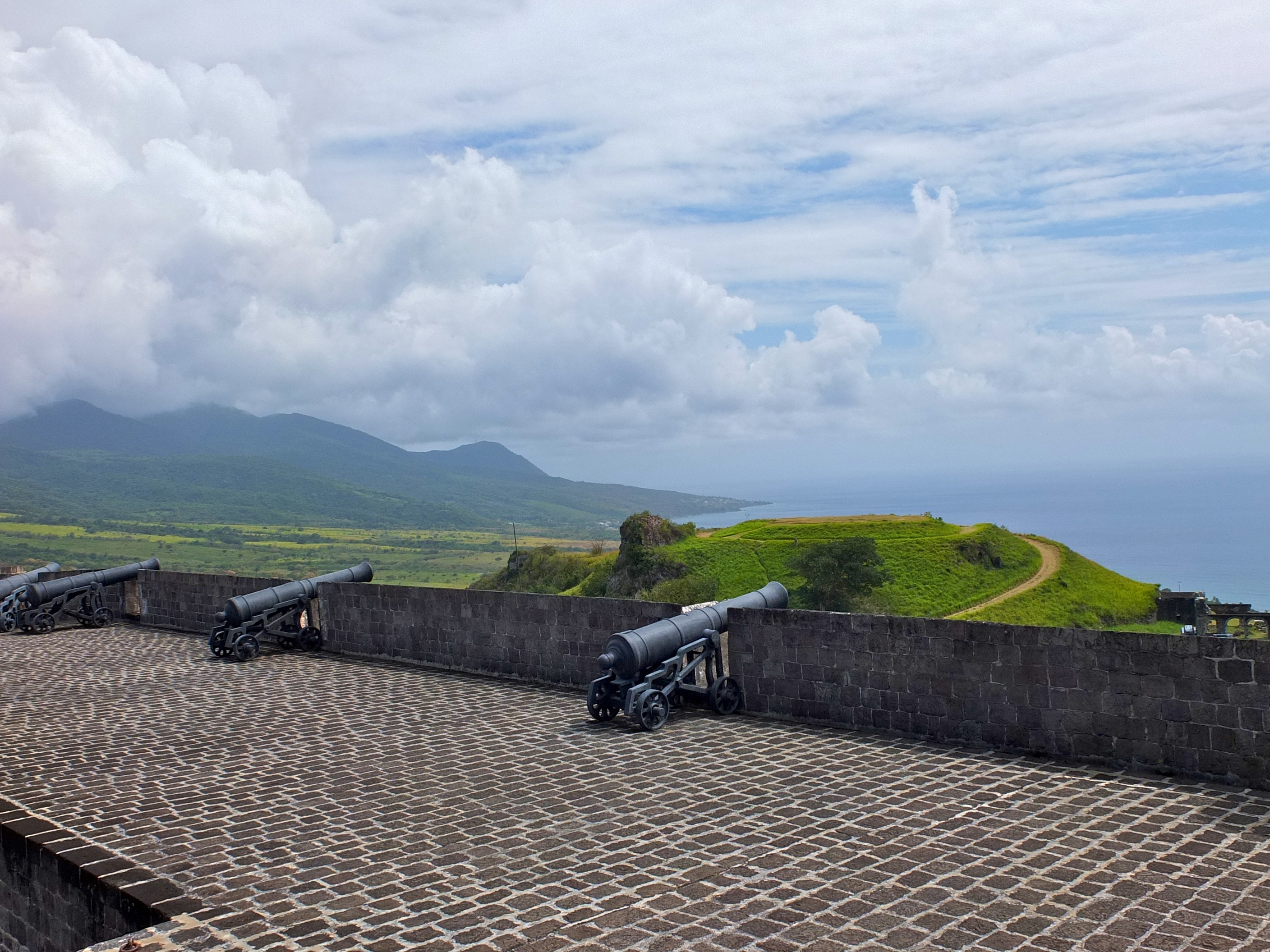
Гармати на Брімстон-Гілл
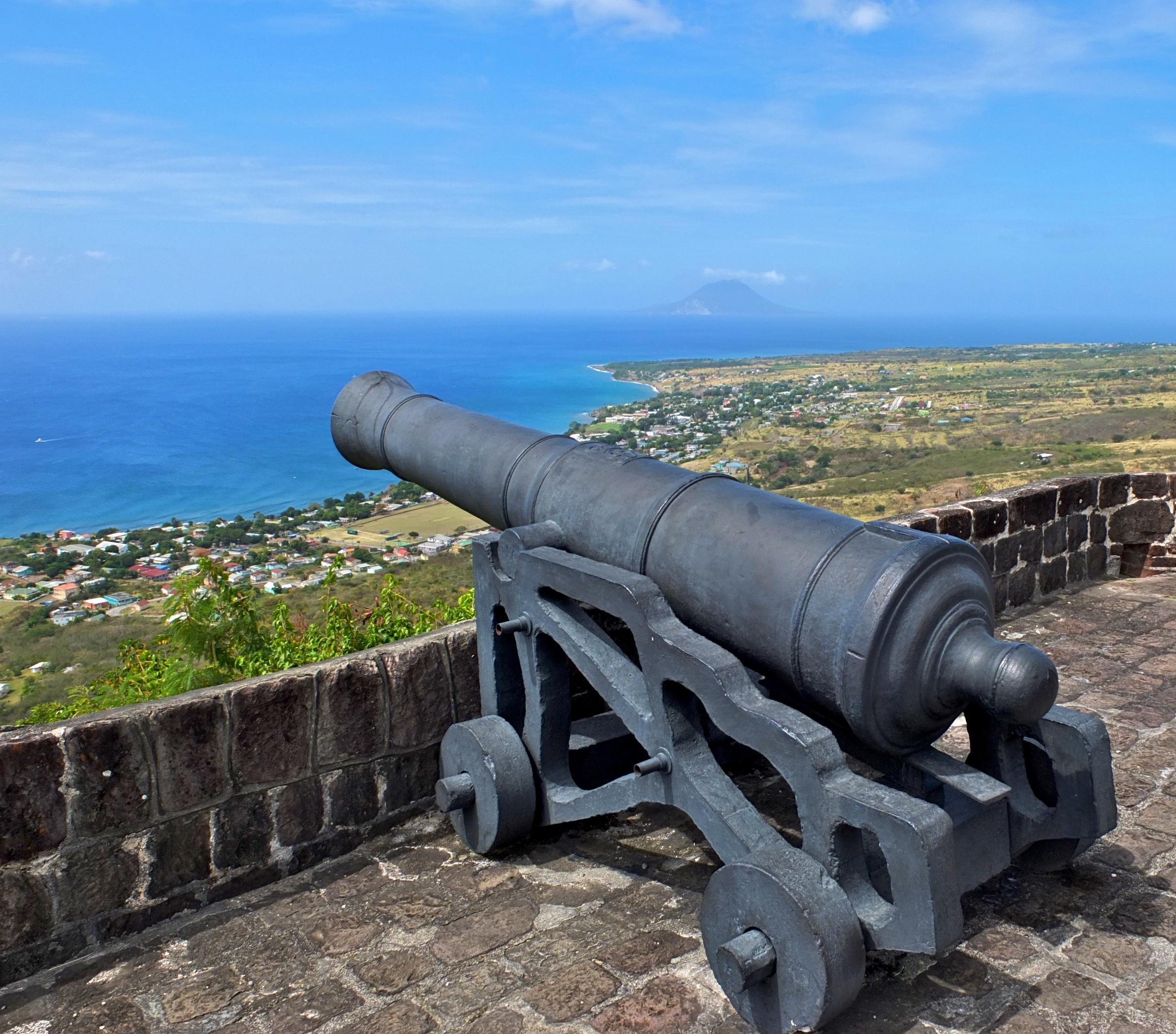
Гармата на Брімстон-Гілл
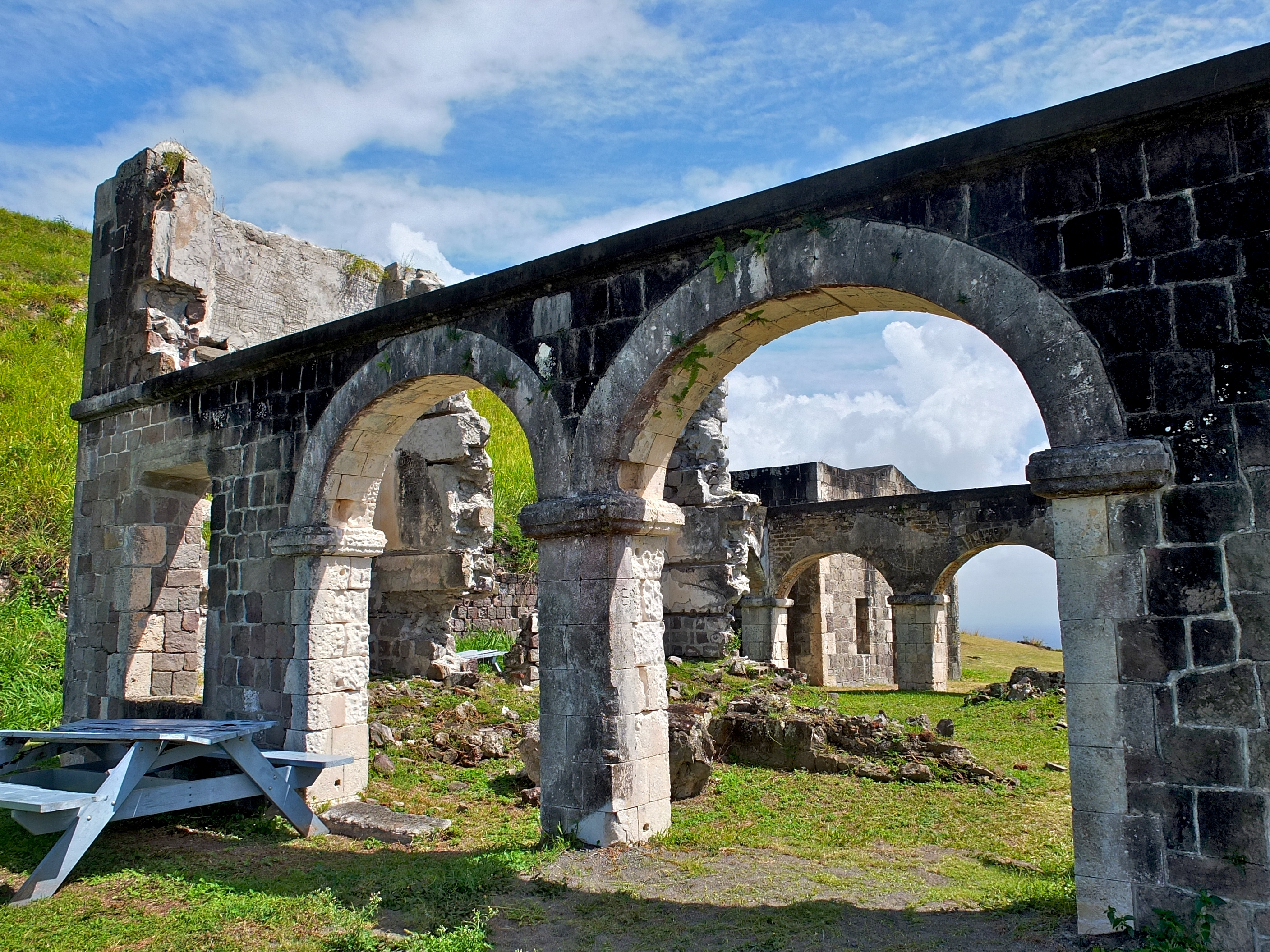
Руїни на Брімстон-Гілл
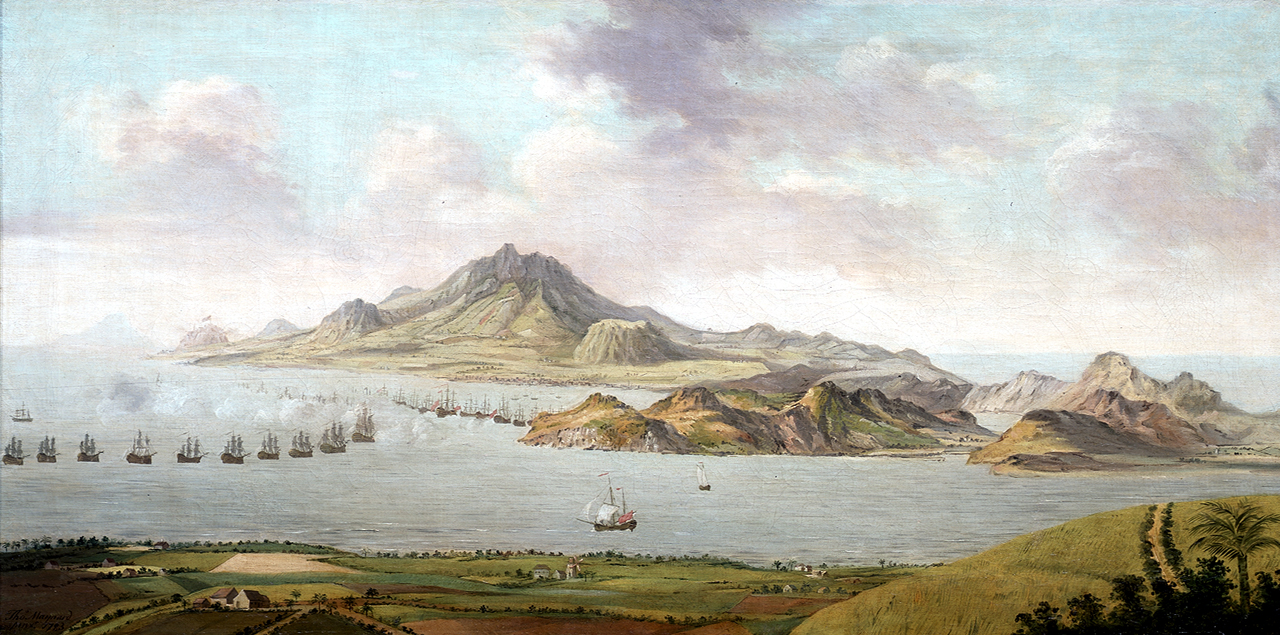
Битва біля острова у січні 1782
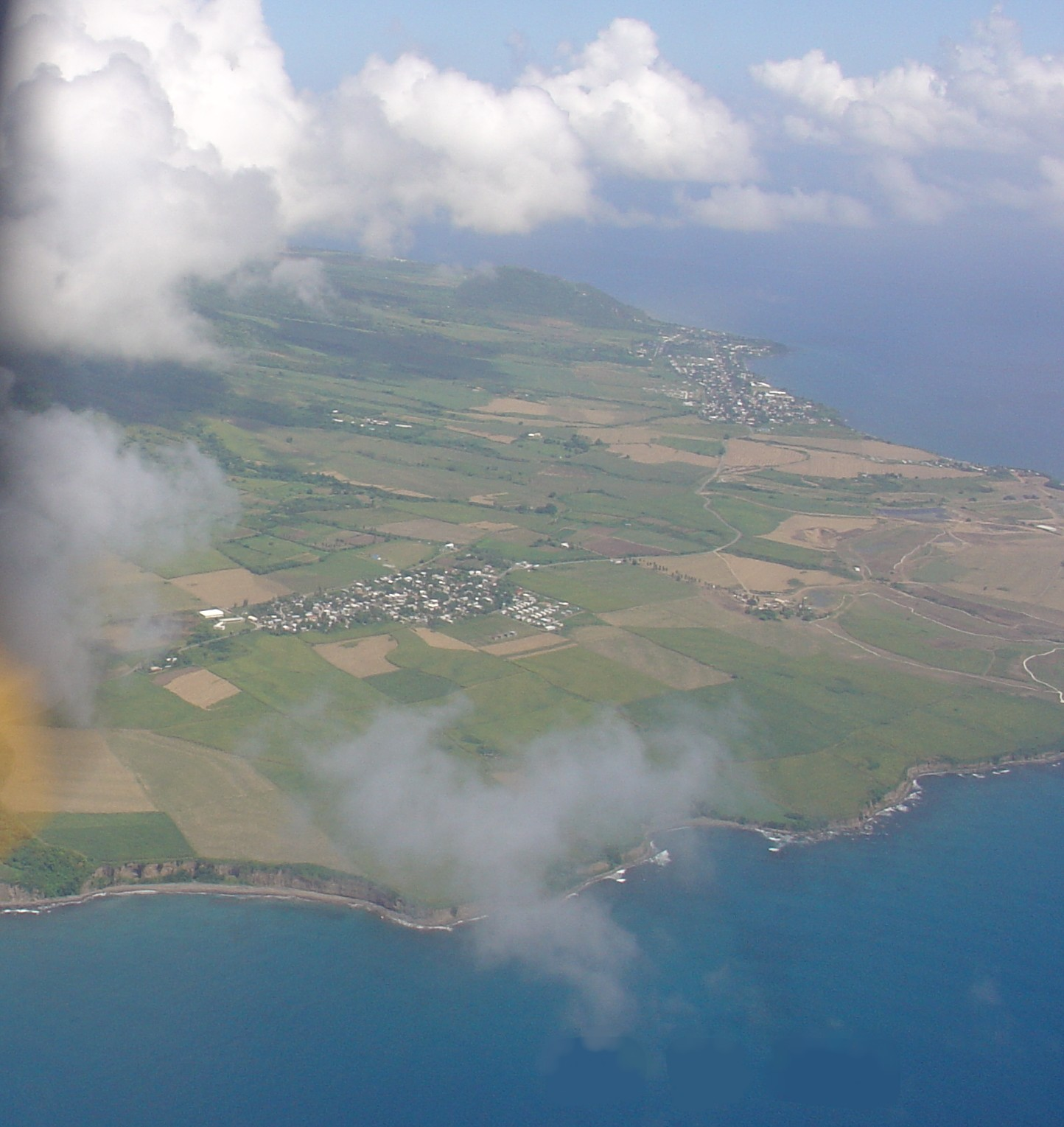
Північна частина острова з літака
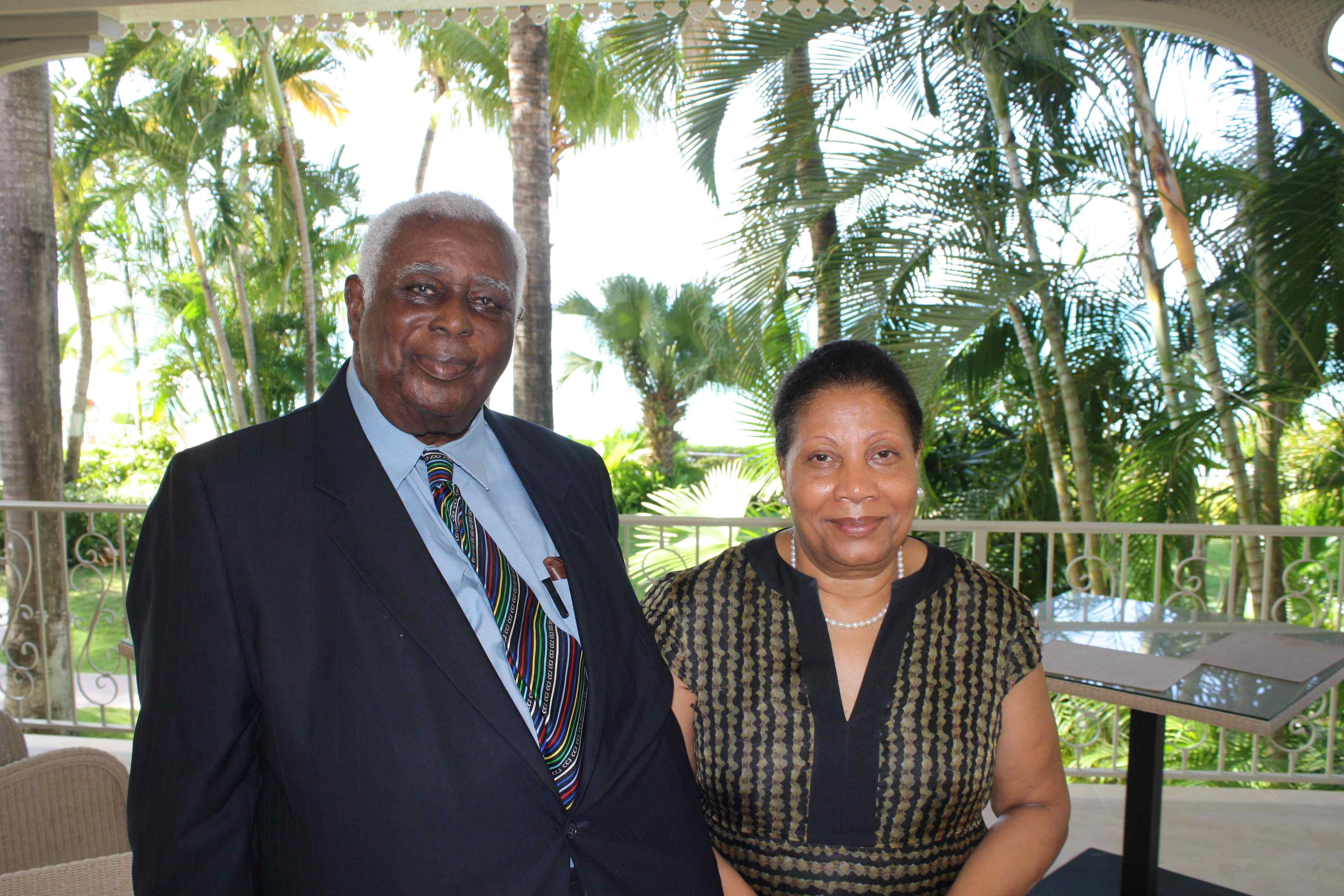
Сер Катберт Себаст’ян (Генерал-губернатор Сент-Кіттс та Невіс) та Дама Луїза Лейк-Тек (Генерал-губернатор Антигуа і Барбуда
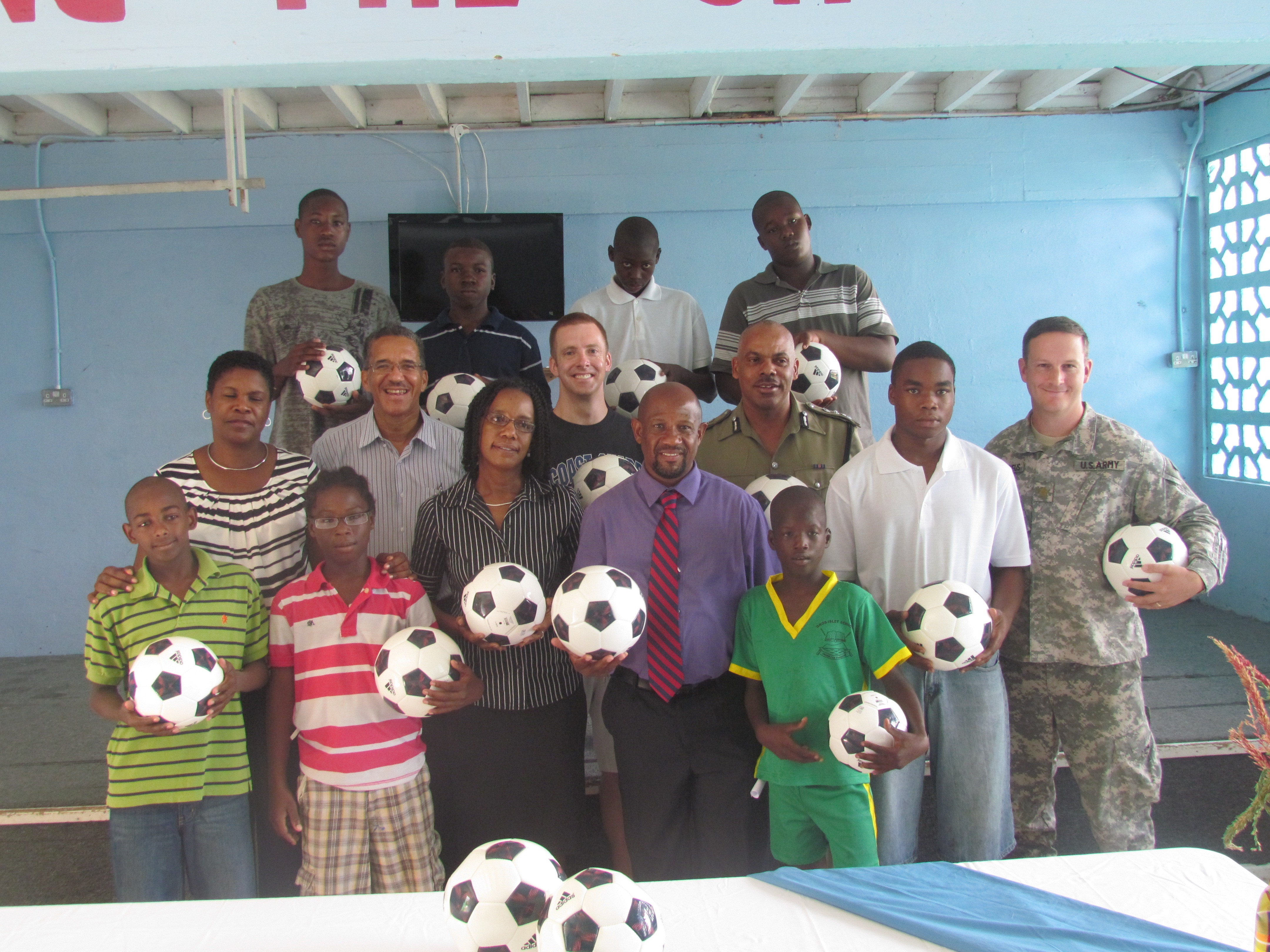
Тренінговий центр для хлопців із новими м’ячами
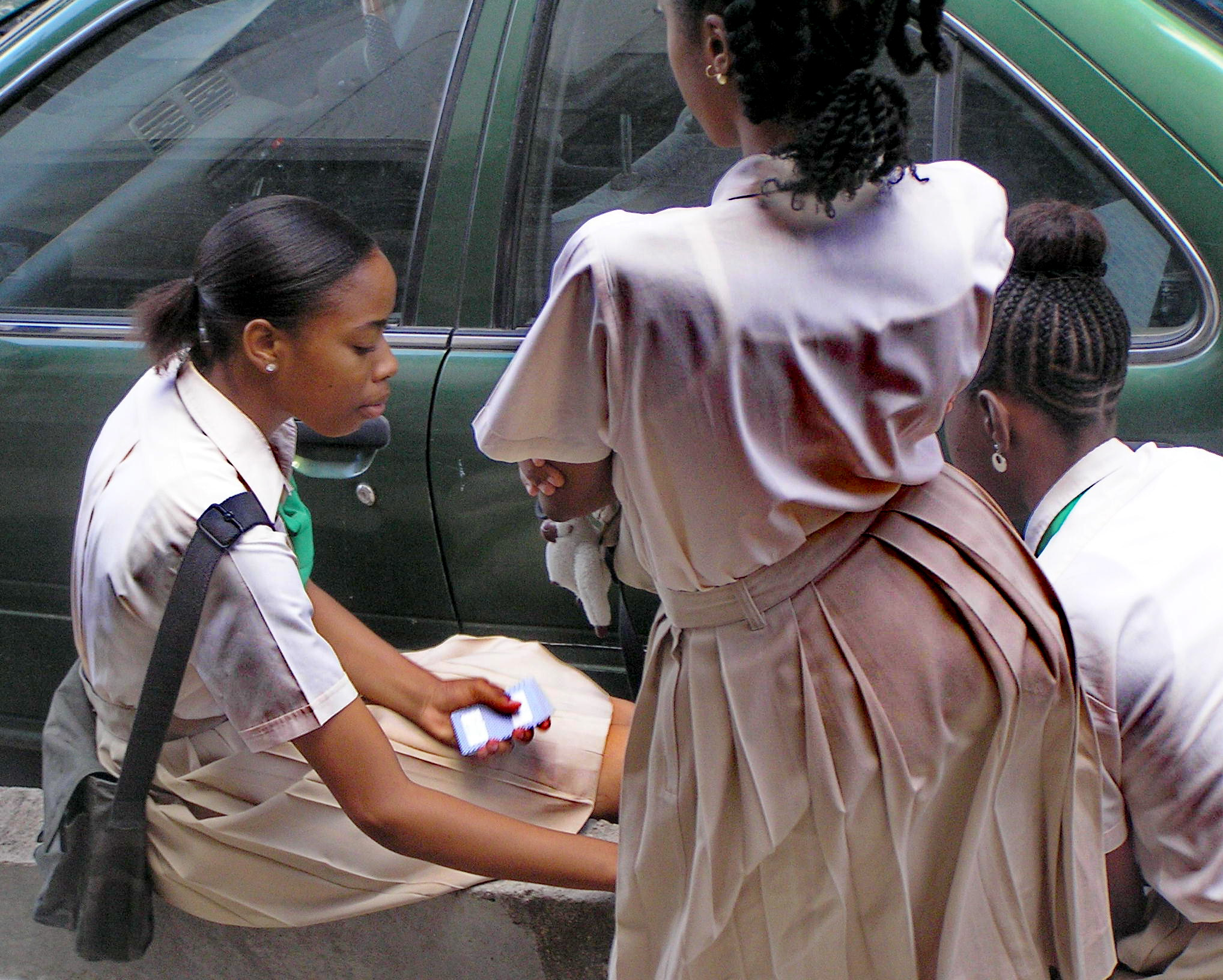
Школярки грають в карткову гру
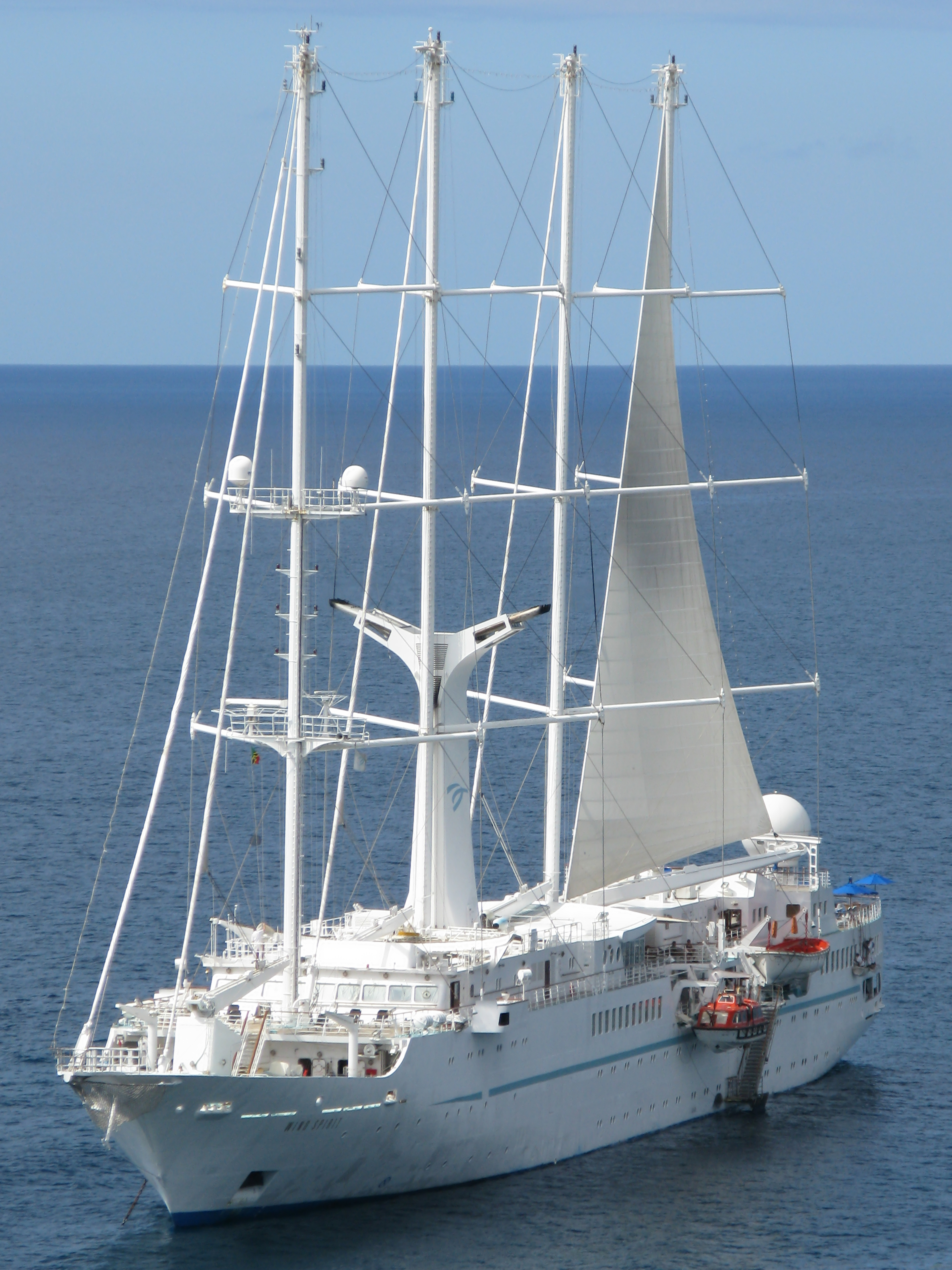
Сучасна вітрильна яхта Wind Spirit біля острова